# 長吻海馬
長吻海馬為輻鰭魚綱棘背魚目海龍魚科的其中一種，分布於東大西洋區，從不列顛群島至地中海、加那利群島、亞速群島等海域，棲息深度可達20公尺，背鰭軟條17-20枚，體環37-39個，體色從綠色至棕色，體具有永久性的白斑，體長可達21.5公分，棲息在海草床或礫石底質海域，屬肉食性，以小型甲殼類為食，卵胎生，可作為觀賞魚。